# Paolo Bettini
Paolo Bettini (Cecina, 1º aprile 1974) è un dirigente sportivo ed ex ciclista su strada italiano.
Professionista dal 1997 al 2008, soprannominato Paolino o il Grillo, è stato campione olimpico in linea su strada ai Giochi di Atene 2004 e campione del mondo di specialità nel 2006 e nel 2007. Specialista delle classiche, in carriera ha vinto due Giri di Lombardia, due Liegi-Bastogne-Liegi, una Milano-Sanremo e per tre volte la classifica finale di Coppa del mondo; rientrano nel suo palmarès anche tappe dei tre Grandi giri, due classifiche a punti al Giro d'Italia, due titoli nazionali in linea, brevi corse a tappe e altre corse del panorama ciclistico internazionale.
Dopo il ritiro dalle corse ha ricoperto, dal 2010 al 2013, l'incarico di commissario tecnico della Nazionale italiana di ciclismo su strada.

## Biografia
Paolo Bettini, cresciuto a La California, nel comune di Bibbona, vicino a Cecina, ha ereditato la grande passione per il ciclismo dal padre Giuliano, diventando strenuo ammiratore di Gianni Bugno (campione ciclistico degli anni ottanta-novanta, da cui ha ricevuto preziosi consigli fin dai tempi in cui era ancora corridore dilettante).
Ha divorziato dalla moglie Monica Orlandini, con la quale ha avuto una figlia, Veronica, nata nel 2003. Vive a Riparbella, a pochi chilometri da Cecina. Aveva un fratello, Sauro, maggiore di dieci anni, che fu anch'egli ciclista, morto il 2 ottobre 2006 in un incidente stradale.

## Carriera

### 1993-2000: gli esordi e le prime vittorie da professionista
Tra i Dilettanti fu attivo nel triennio 1993-1995 con l'U.C. Monsummanese e nel 1996 con la Grassi-Mapei; si mise in particolare evidenza nel 1996, quando vinse diverse corse, tra cui una tappa al Girobio, e si classificò quarto, alle spalle di tre connazionali, nella prova in linea Under-23 ai Mondiali di Lugano.
Passato professionista nel 1997 con la MG Boys Maglificio-Technogym di Giancarlo Ferretti, nel 1998 vestì la maglia dell'Asics-CGA di Davide Boifava, mentre nel 1999 si trasferì alla Mapei-Quick Step diretta da Patrick Lefevere. Dopo essere stato, nelle prime stagioni, gregario di Michele Bartoli, ottenne la prima grande vittoria nel 2000, facendo sua, in una volata ristretta, la prestigiosa Liegi-Bastogne-Liegi valida anche per la classifica di Coppa del mondo; nello stesso anno vinse anche la tappa di Dax al Tour de France.

### 2001-2004: la tripletta in Coppa del mondo e l'oro olimpico
Nel 2001 fece suoi il Campionato di Zurigo, anch'esso valido per la Coppa del mondo, e la Coppa Placci, classificandosi inoltre secondo in volata nella prova in linea del Mondiale di Lisbona, alle spalle di Óscar Freire e quinto alla Milano-Sanremo. Nel 2002 si aggiudicò il Giro della Riviera Ligure di Ponente, una tappa alla Tirreno-Adriatico, la sua seconda Liegi-Bastogne-Liegi (prevalendo allo sprint su Stefano Garzelli), la classifica finale del Tour de la Région Wallonne, il Giro del Lazio e la Coppa Sabatini; i piazzamenti nelle gare di Coppa del mondo, tra cui spiccano il secondo posto al Campionato di Zurigo e il quarto alla Classica di Amburgo, gli consentirono di far sua per la prima volta la classifica di Coppa.
Nel 2003, con la chiusura della Mapei, passò alla belga Quick Step, sempre sotto la direzione di Lefevere. Al primo anno in Quick Step vinse tre prove di Coppa del mondo, la Milano-Sanremo su Mirko Celestino in uno sprint a due, la Classica di Amburgo in volata ristretta e la Classica di San Sebastián su Ivan Basso ancora in volata a due, conquistando per la seconda volta consecutiva la graduatoria individuale di Coppa. In stagione fece suoi anche il Giro del Mediterraneo e il titolo nazionale Elite in linea, a Saltara. Nel 2004 conquistò la Tirreno-Adriatico a tappe, una frazione al Giro di Svizzera e il Gran Premio Città di Camaiore; in stagione non ottenne vittorie in Coppa del mondo, ma grazie ai numerosi piazzamenti – fu secondo nelle tre prove agostane Classica di Amburgo, Classica di San Sebastián e Campionato di Zurigo – poté festeggiare il terzo successo consecutivo nella speciale classifica di Coppa. L'annata venne impreziosita dall'alloro olimpico: il 14 agosto 2004 vinse infatti la medaglia d'oro ai Giochi olimpici di Atene aggiudicandosi la prova individuale su strada. Nell'occasione fece il vuoto in salita e batté allo sprint il portoghese Sérgio Paulinho, l'unico che quel giorno era riuscito a tenergli la ruota.

### 2005-2007: i successi al Giro e i due titoli mondiali
Nel 2005, dopo aver chiuso la Liegi-Bastogne-Liegi al quarto posto, vinse la frazione di Tropea e la classifica a punti al Giro d'Italia, e la tappa di Valladolid alla Vuelta a España. Nel finale di stagione conquistò quindi prima il Campionato di Zurigo in solitaria, e poi, battendo Gilberto Simoni, il prestigioso Giro di Lombardia. Nella primavera 2006 vinse il Gran Premio di Lugano e due tappe alla Tirreno-Adriatico, e ottenne la seconda piazza alla Liegi-Bastogne-Liegi, battuto in volata da Alejandro Valverde. Dopo la conquista della tappa di Brescia e della seconda classifica a punti consecutiva al Giro d'Italia, nonché del secondo titolo tricolore in linea (dopo quello del 2003) a Gorizia, il 24 settembre Bettini conquistò la prova in linea del Mondiale di Salisburgo: nell'occasione batté in uno sprint ristretto Erik Zabel e lo stesso Valverde, riportando l'Italia all'iride quattro anni dopo Mario Cipollini. La stagione fu chiusa dalla netta vittoria in solitaria al Giro di Lombardia in maglia iridata, vittoria dedicata al fratello Sauro, deceduto qualche giorno prima.

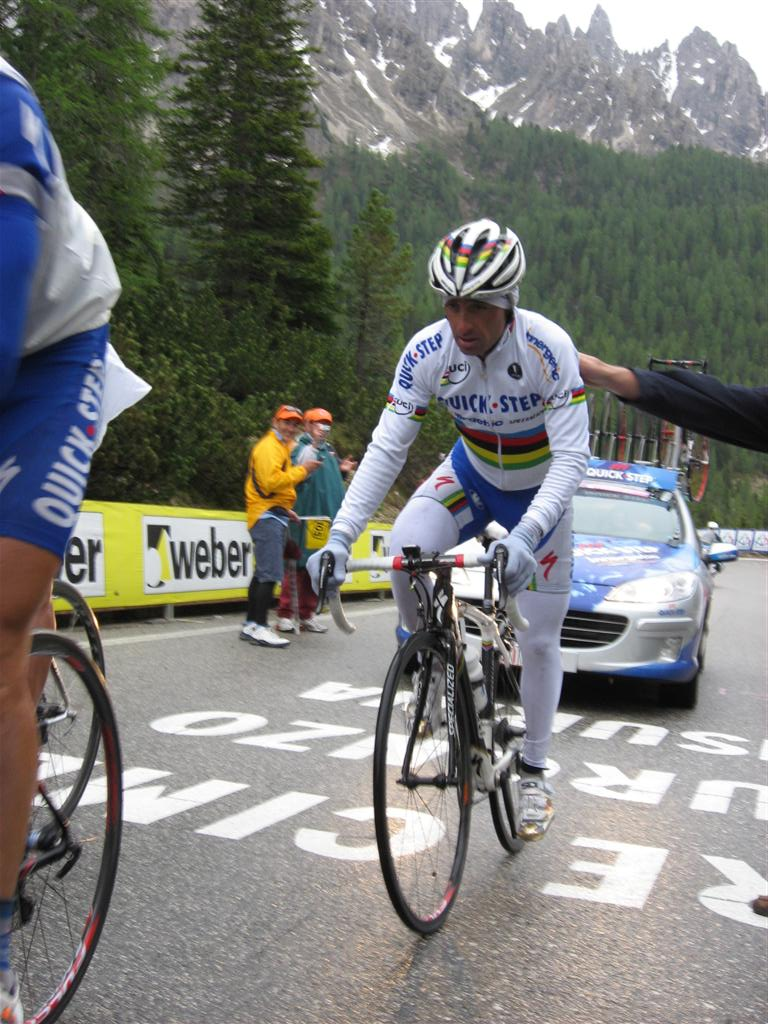
Paolo Bettini al Giro 2007, nella 15ª tappa, sulla salita delle Tre Cime di Lavaredo

Nella primavera 2007, da campione del mondo in carica, Bettini partecipò al Tour of California, corsa nella quale vinse una frazione in volata. Riuscì poi a piazzarsi quarto alla Liegi-Bastogne-Liegi e sul podio in cinque tappe del Giro d'Italia, pur senza successi. A settembre, in occasione della terza tappa della Vuelta a España, colse la seconda vittoria stagionale, battendo Óscar Freire in volata. Il 30 settembre si presentò in piena forma sulle strade di Stoccarda per la prova in linea del Mondiale; nell'occasione bissò il successo dell'anno precedente riconquistando, con una volata su Aleksandr Kolobnev, Stefan Schumacher e altri due attaccanti, la maglia iridata di campione del mondo.

### 2008: l'ultima stagione
Nel 2008, dopo una primavera senza successi e un Giro d'Italia con soli due secondi posti, colse le prime vittorie stagionali in luglio in una frazione del Giro d'Austria, nel Trofeo Matteotti e in una tappa del Tour de Wallonie. Convocato per la prova in linea dei Giochi olimpici di Pechino, tentò di difendere l'oro olimpico conquistato quattro anni prima ad Atene ma, all'ultimo giro, un allungo di vari ciclisti (tra cui il vincitore Samuel Sánchez e il secondo classificato, poi squalificato per positività all'antidoping, Davide Rebellin), gli impedì, sia per giochi di squadra, sia per la stretta marcatura con Valverde, di potersi giocare la vittoria finale. Chiuse la prova al diciottesimo posto.
Dopo i Giochi partecipò alla Vuelta a España, corsa nella quale vinse due tappe. Il 27 settembre 2008, alla vigilia della prova in linea del Mondiale di Varese, annunciò il suo ritiro dalle corse per fine stagione. La gara mondiale, corsasi l'indomani, si chiuse con la vittoria di Alessandro Ballan, e il 28º posto per Bettini. Il ritiro ufficiale avvenne il 9 novembre 2008 durante la rinnovata Sei giorni di Milano, vinta proprio da Bettini in coppia con lo spagnolo Joan Llaneras, nonostante una brutta caduta il 6 novembre che l'aveva costretto ad abbandonare momentaneamente la kermesse.

## Dopo il ritiro

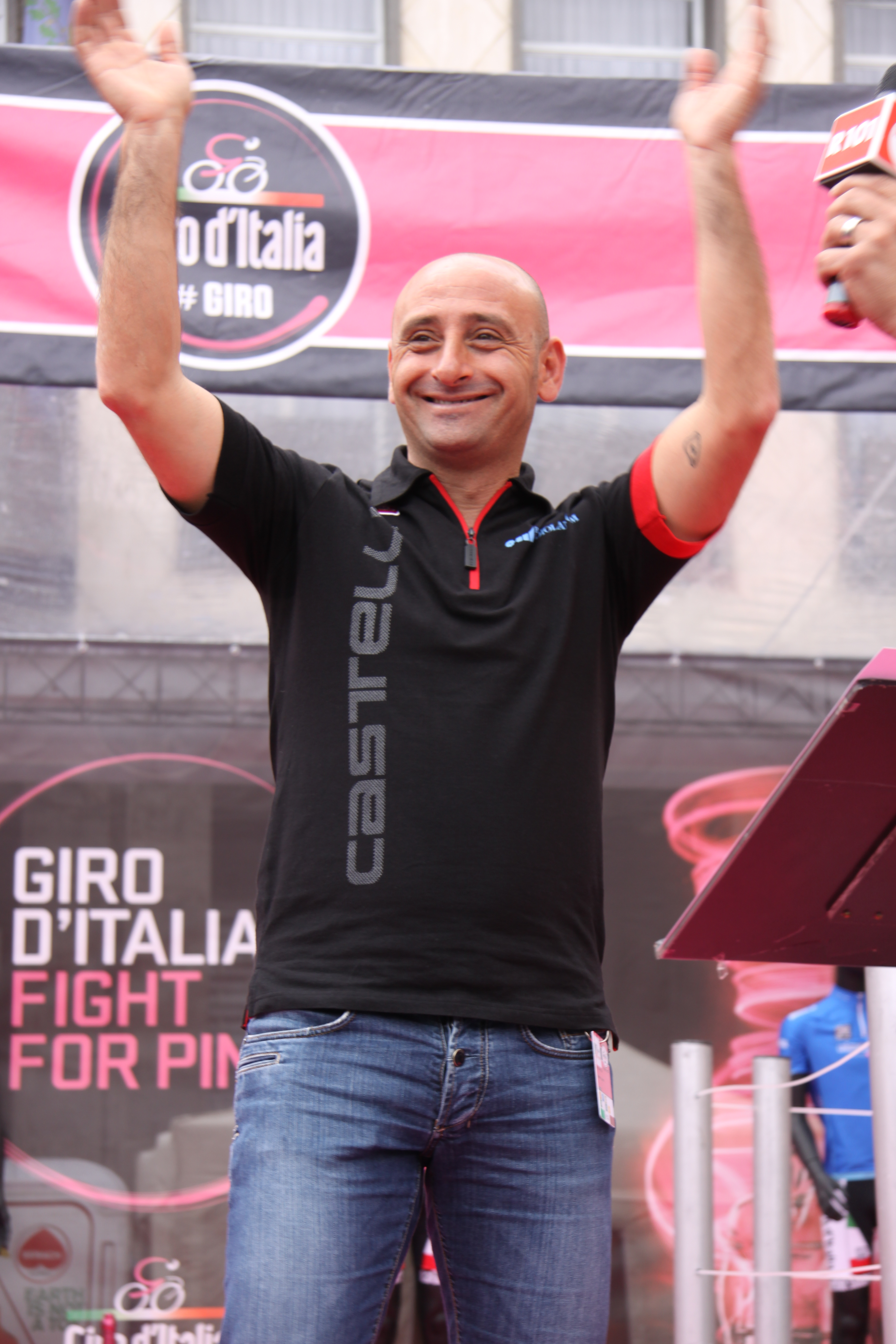
Bettini, al tempo CT della Nazionale italiana, durante lo svolgimento del Giro d'Italia 2013

Dopo la morte durante una corsa rallistica del commissario tecnico della Nazionale di ciclismo Franco Ballerini, la Federazione Ciclistica Italiana, per voce del presidente Renato Di Rocco, il 20 marzo 2010 annunciò che Paolo Bettini sarebbe stato il nuovo commissario tecnico della Nazionale di ciclismo a partire dai Mondiali di quell'autunno a Melbourne. Il 23 giugno 2010 fu ufficializzata la nomina a commissario tecnico della Nazionale. Sotto la sua guida la Nazionale ottenne come migliori risultati i quarti posti di Filippo Pozzato a Melbourne 2010 e di Vincenzo Nibali a Firenze 2013.
Bettini lasciò l'incarico dopo tre anni e mezzo dalla nomina, il 29 dicembre 2013, per provare a dar vita ad una nuova squadra ciclistica finanziata da Fernando Alonso; il progetto nel 2015 naufragò però definitivamente.

## Palmarès

### Strada
- 1993 (dilettanti)

Circuito di Castrocaro Terme
Gran Premio del Chianti - Castello di Poppiano
- 1994 (dilettanti)

Campionato toscano, prova in linea dilettanti
Coppa La California
Gran Premio di Montevarchi
Memorial Lucattini - Piansano di Viterbo
- 1995 (dilettanti)

Coppa Poggetto - Salsomaggiore
Gran Premio Città di Vinci
- 1996 (dilettanti)

Coppa Giulio Burci
Pistoia-Livorno
Circuito di Ponte a Elsa
1ª tappa Girobio (Romano d'Ezzelino)
Cronoscalata di Rivalto
Gran Premio di Castiglione dei Sabbioni
Circuito di Vaggio
Circuito di Pistoia
- 1998 (Asics-CGA, una vittoria)

4ª tappa Tour de Romandie (Sion > Losanna)
- 1999 (Mapei-Quick Step, cinque vittorie)

4ª tappa Tirreno-Adriatico (Luco dei Marsi > Paglieta)
tappa Memorial Cecchi Gori (Montalcino > Roma)
tappa Vuelta a Galicia (Ourense > Ourense)
1ª tappa Giro della Provincia di Lucca (Viareggio)
Classifica generale Giro della Provincia di Lucca
- 2000 (Mapei-Quick Step, sei vittorie)

Trofeo Manacor
2ª tappa Memorial Cecchi Gori (Chianciano > Montecatini Terme)
4ª tappa Memorial Cecchi Gori (Ferrara > Gaggio Montano)
Classifica generale Memorial Cecchi Gori
Liegi-Bastogne-Liegi
9ª tappa Tour de France (Agen > Dax)
- 2001 (Mapei-Quick Step, cinque vittorie)

3ª tappa Tour de Langkawi (Kota Bharu > Kuala Terengganu)
11ª tappa Tour de Langkawi (Kuala Lumpur > Shah Alam)
Campionato di Zurigo
Coppa Placci
4ª tappa Giro della Provincia di Lucca (Viareggio > Marina di Pietrasanta)
- 2002 (Mapei-Quick Step, dieci vittorie)

3ª tappa Giro della Riviera Ligure di Ponente (Alassio > Savona)
4ª tappa Giro della Riviera Ligure di Ponente (Santa Margherita Ligure > Santa Margherita Ligure)
Classifica generale Giro della Riviera Ligure di Ponente
2ª tappa Tirreno-Adriatico (Sorrento > Frosinone)
Liegi-Bastogne-Liegi
1ª tappa Tour de la Région Wallonne (Seraing)
Classifica generale del Tour de la Région Wallonne
Giro del Lazio
Coppa Sabatini
3ª tappa Giro della Provincia di Lucca (Stazzema > Forte dei Marmi)
- 2003 (Quick Step-Davitamon, cinque vittorie)

Classifica generale Giro del Mediterraneo
Milano-Sanremo
Campionati italiani, Prova in linea
Classica di Amburgo
Classica di San Sebastián
- 2004 (Quick Step-Davitamon, otto vittorie)

2ª tappa Giro del Mediterraneo (La Londe-les-Maures > Hyères)
2ª tappa Tirreno-Adriatico (Isernia > Paglieta)
6ª tappa Tirreno-Adriatico (Monte San Pietrangeli > Torre San Patrizio)
Classifica generale Tirreno-Adriatico
8ª tappa Giro di Svizzera (Buchs > Bellinzona)
Gran Premio Città di Camaiore
Giochi olimpici, Prova in linea
1ª tappa Circuit Franco-Belge (Dunkerque > Quiévrain)
- 2005 (Quick Step, quattro vittorie)

2ª tappa Giro d'Italia (Reggio Calabria > Tropea)
16ª tappa Vuelta a España (León > Valladolid)
Campionato di Zurigo
Giro di Lombardia
- 2006 (Quick Step-Innergetic, nove vittorie)

Trofeo Sóller
Gran Premio di Lugano
1ª tappa Tirreno-Adriatico (Tivoli > Tivoli)
2ª tappa Tirreno-Adriatico (Tivoli > Frascati)
15ª tappa Giro d'Italia (Mergozzo > Brescia)
Campionati italiani, Prova in linea
2ª tappa Vuelta a España (Malaga > Cordova)
Campionati del mondo, Prova in linea
Giro di Lombardia
- 2007 (Quick Step-Innergetic, tre vittorie)

4ª tappa Tour of California (San Luis Obispo)
3ª tappa Vuelta a España (Viveiro > Luarca)
Campionati del mondo, Prova in linea
- 2008 (Quick Step-Innergetic, sei vittorie)

1ª tappa Giro d'Austria (Chiusa > Dobbiaco)
Trofeo Matteotti
2ª tappa Tour de Wallonie (Binche > Namur)
6ª tappa Vuelta a España (Ciudad Real > Toledo)
12ª tappa Vuelta a España (Burgos > Suances)

#### Altri successi
- 1997  (MG Maglificio-Tecnogym)

Cronosquadre Hofbrau Cup
- 1999  (Mapei-Quick Step)

Classifica scalatori Vuelta a Andalucía
- 2000  (Mapei-Quick Step)

Classifica a punti Vuelta a Andalucía
- 2001  (Mapei-Quick Step)

Classifica a punti Tour de Langkawi
- 2002  (Mapei-Quick Step)

Criterium di Bavikhove
Classifica a punti Tour de la Région Wallonne
Classifica finale Coppa del mondo
- 2003  (Quick Step-Davitamon)

Classifica a punti Tirreno-Adriatico
Criterium di Bavikhove
Classifica Coppa del mondo
Classifica UCI Road World Rankings
- 2004  (Quick Step-Davitamon)

Criterium di Calais
Profonde van Almelo
Classifica finale Coppa del mondo
- 2005  (Quick Step)

Classifica a punti Giro d'Italia
- 2006  (Quick Step-Innergetic)

Classifica a punti Giro d'Italia
Premio della Combattività Giro d'Italia
- 2008 (Quick Step-Innergetic)

Gran Premio Guffanti

### Pista
- 2008 (Quick Step-Innergetic)

Sei giorni di Milano (con Joan Llaneras)

## Piazzamenti

### Grandi Giri
- Giro d'Italia

1997: 25º
1998: 7º
1999: 44º
2002: non partito (8ª tappa)
2005: 38º
2006: 56º
2007: 41º
2008: 19º
- Tour de France

2000: non partito (13ª tappa)
2001: 70º
2003: 48º
2004: 58º
- Vuelta a España

1999: 32º
2005: non partito (17ª tappa)
2006: non partito (18ª tappa)
2007: non partito (18ª tappa)
2008: non partito (19ª tappa)

### Classiche monumento
- Milano-Sanremo

1998: 70º
1999: 77º
2000: 40º
2001: 5º
2002: 50º
2003: vincitore
2004: 8º
2005: 42º
2006: 75º
2007: 33º
2008: 102º
- Giro delle Fiandre

2001: 23º
2002: 16º
2003: ritirato
2004: 9º
2006: 7º
2007: 21º
- Liegi-Bastogne-Liegi

1998: 92º
1999: 5º
2000: vincitore
2001: 15º
2002: vincitore
2004: 22º
2005: 4º
2006: 2º
2007: 4º
2008: 9º
- Giro di Lombardia

1998: 21º
1999: 9º
2000: 10º
2001: 20º
2002: 30º
2003: ritirato
2004: 29º
2005: vincitore
2006: vincitore
2007: 103º

### Competizioni mondiali
- Campionati del mondo

Lugano 1996 - In linea Under-23: 4º
Valkenburg 1998 - In linea Elite: 63º
Verona 1999 - In linea Elite: riserva
Plouay 2000 - In linea Elite: 9º
Lisbona 2001 - In linea Elite: 2º
Zolder 2002 - In linea Elite: 26º
Hamilton 2003 - In linea Elite: 4º
Verona 2004 - In linea Elite: ritirato
Madrid 2005 - In linea Elite: 13º
Salisburgo 2006 - In linea Elite: vincitore
Stoccarda 2007 - In linea Elite: vincitore
Varese 2008 - In linea Elite: 28º
- Coppa del mondo

1998: 38º
1999: 7º
2000: 4º
2001: 4º
2002: vincitore
2003: vincitore
2004: vincitore
- Giochi olimpici

Sydney 2000 - In linea: 9º
Atene 2004 - In linea:  vincitore
Pechino 2008 - In linea: 18º

## Riconoscimenti
- Memorial Gastone Nencini per la rivelazione dell'anno nel 1998
- Oscar TuttoBici della rivista TuttoBici nel 2002 e 2003
- Premio Gino Bartali nel 2002 e 2005
- Giglio d'oro nel 2003, 2004, 2006 e 2007, alla carriera nel 2009
- Mendrisio d'oro del Velo Club Mendrisio nel 2003 e 2007
- Trofeo Flandrien del quotidiano Het Nieuwsblad nel 2003, 2006 e 2007
- Vélo d'Or della rivista Vélo Magazine nel 2006
- Atena d'Argento nel 2007
- Una targa con il suo nome è stata inserita nel percorso Walk of Fame dello sport italiano al parco olimpico del Foro Italico a Roma nel 2021[12]